# Frontex

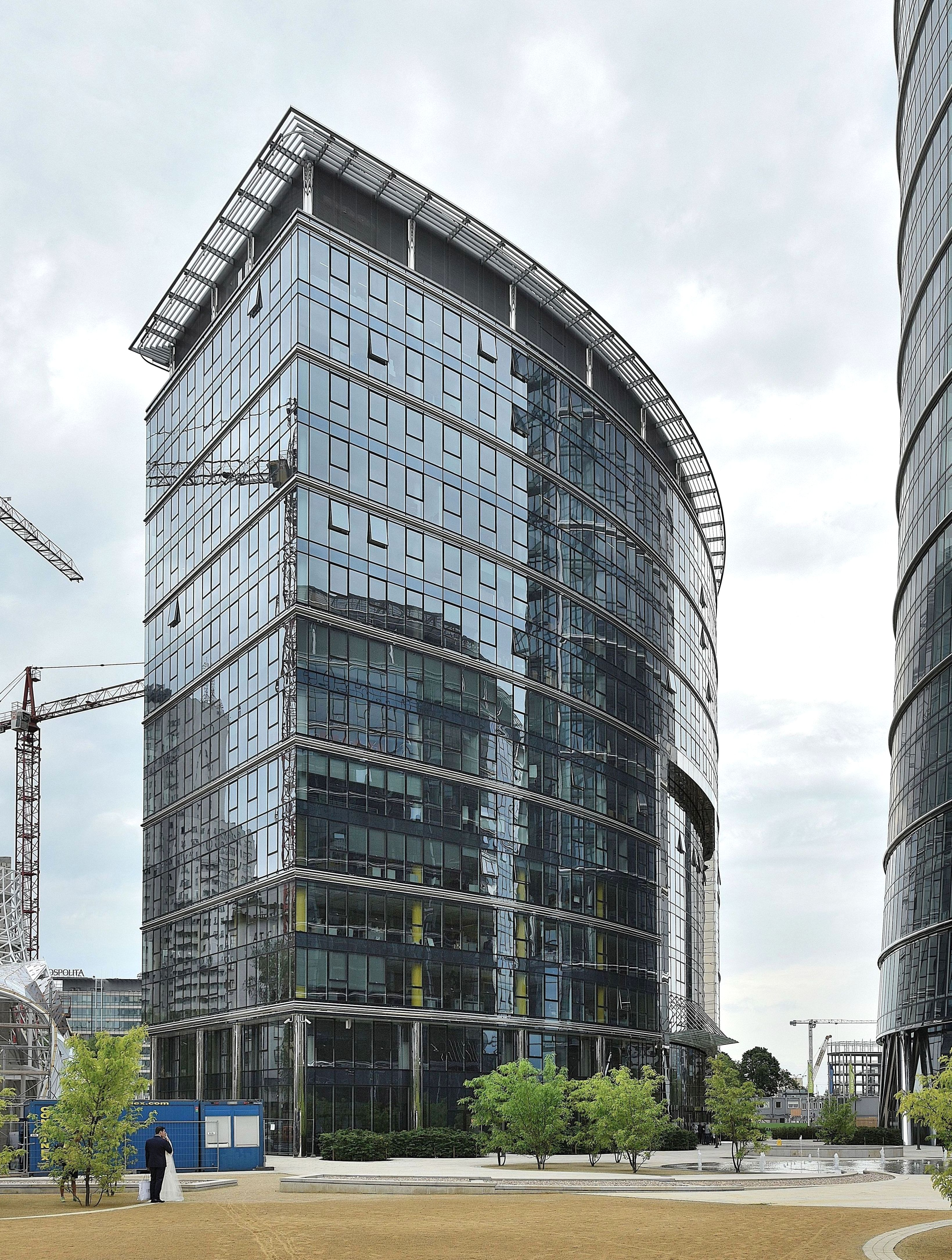
Południowy budynek boczny w kompleksie biurowym Warsaw Spire – siedziba agencji Frontex w Warszawie

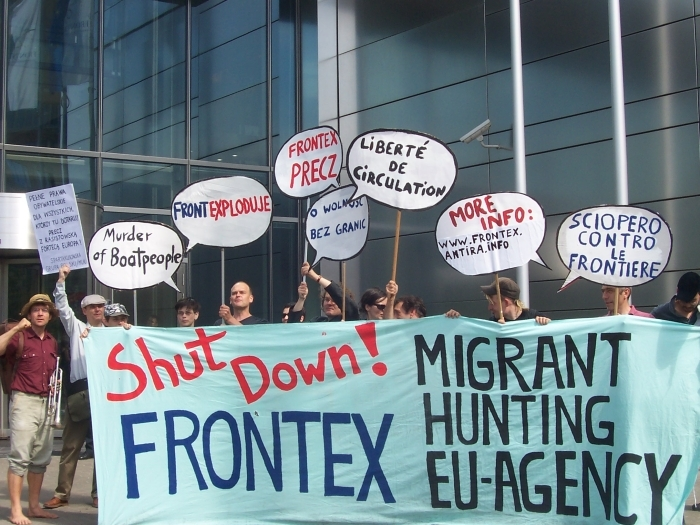
Demonstracja przeciwko agencji Frontex. Warszawa, czerwiec 2008

Frontex (od fr. Frontières extérieures, czyli „granice zewnętrzne”), Europejska Agencja Straży Granicznej i Przybrzeżnej (ang. European Border and Coast Guard Agency) – niezależna agencja Unii Europejskiej z siedzibą w Polsce, utworzona na podstawie rozporządzenia Rady Europejskiej z 26 października 2004. Rozporządzenie ustanawiające agencję było kilkukrotnie nowelizowane.

## Działalność
Zadaniem Frontexu jest:
- koordynowanie współpracy operacyjnej między państwami członkowskimi w dziedzinie zarządzania granicami zewnętrznymi,
- opracowywanie wspólnego zintegrowanego modelu analizy ryzyka i przygotowywanie ogólnych i szczegółowych ocen ryzyka,
- wspomaganie państw członkowskich w szkoleniach krajowych funkcjonariuszy straży granicznych, w tym w ustanowieniu wspólnych standardów szkoleniowych, zapewnianie szkolenia na poziomie europejskim dla instruktorów szkolących krajowych funkcjonariuszy straży granicznej, organizowanie seminariów i oferowanie dodatkowego szkolenia urzędnikom właściwych organów,
- monitorowanie badań mających znaczenie dla kontroli i ochrony granic zewnętrznych,
- wspomaganie państw członkowskich w sytuacjach wymagających zwiększonej pomocy technicznej i operacyjnej na granicach zewnętrznych,
- udzielanie państwom członkowskim niezbędnego wsparcia w organizowaniu wspólnych działań dotyczących powrotów. Agencja może korzystać z zasobów Unii Europejskiej dostępnych w tym celu oraz musi określać najlepsze praktyki w zakresie wydalania obywateli państw trzecich przebywających nielegalnie w państwach członkowskich,
- wprowadzanie zespołów szybkiej interwencji na granicy do państw członkowskich w sytuacji pilnych i wyjątkowych zagrożeń wynikających, na przykład, z masowego napływu nielegalnych imigrantów.

Państwa członkowskie UE zarezerwowały sobie wyłączne prawo kontroli i ochrony granic zewnętrznych w traktacie lizbońskim oraz w rozporządzeniu powołującym Frontex. Zadania agencji mają ułatwić zastosowanie istniejących i przyszłych środków UE związanych z zarządzaniem tymi granicami.

## Struktura i organizacja
Zarząd Fronteksu składa się z przedstawicieli państw członkowskich UE (po 1 osobie z każdego kraju z wyjątkiem nie należącej do strefy Schengen Irlandii), Islandii, Liechtensteinu, Norwegii oraz Szwajcarii (kraje te przystąpiły do układu z Schengen nie będąc członkami UE) oraz dwóch przedstawicieli Komisji Europejskiej. Każdy z członków Rady w razie swojej nieobecności musi wyznaczyć zastępcę.
Pierwszym dyrektorem wykonawczym agencji na pierwszym posiedzeniu zarządu w maju 2005 został przedstawiciel Finlandii, Ilkka Laitinen. Stanowisko to piastował do końca maja 2014. Od stycznia 2015 do maja 2022 dyrektorem wykonawczym był Fabrice Leggeri, którego obowiązki między 1 lipca 2022 a 28 marca 2023 sprawowała Aija Kalnaja, Zastępczyni dyrektora wykonawczego ds. zarządzania stałym korpusem (en. "Deputy Executive Director for Standing Corps Management"). Od 1 marca 2023 dyrektorem wykonawczym jest były komandor żandarmerii Królestwa Niderlandów (en. "Royal Marechaussee") gubernator Hagi Hans Leijtens.
Początkowo pracowało w niej ponad 30 osób. W 2016 Frontex zatrudniał 320 osób. W związku z rozszerzeniem działalności w 2018 agencja zatrudniała 600 osób i planowała dalszy wzrost zatrudnienia do 1000 osób. Wszystkie osoby zatrudnione są wybierane w drodze konkursów, podobnie jak inni pracownicy instytucji unijnych.
Budżet agencji jest częścią ogólnego budżetu UE i składkami państw stowarzyszonych z Schengen. O wysokości dotacji z budżetu UE decyduje Rada UE oraz Parlament Europejski. 
Siedziba agencji znajduje się w Warszawie na placu Europejskim 6 w kompleksie biurowym Warsaw Spire. W marcu 2017 minister spraw wewnętrznych i administracji przekazał Frontexowi działkę przy ul. Racławickiej 132 pod budowę nowej siedziby. W 2021 Parlament Europejski wyraził zgodę na zaciągnięcie przez agencję kredytu na ten cel w Europejskim Banku Inwestycyjnym, a w 2022 Frontex ogłosił dwuetapowe postępowanie na zaprojektowanie i budowę gmachu. Ma on mieć powierzchnię ok. 70 tys. metrów kwadratowych dla ok. 2 tysięcy pracowników agencji.